# Fjäll-Lapplands ekonomiska region
Fjäll-Lapplands ekonomiska region (finska: Tunturi-Lapin seutukunta) är en av ekonomiska regionerna i landskapet Lappland i Finland. Folkmängden i regionen uppgick den 1 januari 2013 till 14 515 invånare, regionens totala areal utgjordes av 21 310 kvadratkilometer och därav utgjordes landytan av 20 502,50  kvadratkilometer.  I Finlands NUTS-indelning representerar regionen nivån LAU 1 (f.d. NUTS 4), och dess nationella kod är 196 .  Regionen gränsar både till Sverige och Norge.

## Förteckning över kommuner
Fjäll-Lapplands ekonomiska region omfattar följande fyra kommuner: 
- Enontekis kommun
- Kittilä kommun
- Kolari kommun
- Muonio kommun

Samtliga kommuners språkliga status är enspråkigt finska.